# 發聲機動
Audio-Animatronics®又称为发声机械动画人偶、电子音响动作装置、音动电子御制，是華特迪士尼幻想工程的一個版权注册商標和独门技术。這些發聲機動實際上是一些機械人，它們身體能運動和發出聲音，但奇妙的是他们的所有动作都能和音乐、说话完美契合。例如一个人偶说“哦～啊”的发音时，他的嘴型也会同样呈现o、a的发音状态，动作和说话连成一气、时间分秒不差，仿佛是真实的人类在说话一样的栩栩如生、活灵活现的感觉。但这个技术不但可以用于人类形态的人偶，还可以用在动物、卡通人物、机器人、怪兽、妖精等其他电影角色上。

## 使用發聲機動的迪士尼遊樂設施

### 迪士尼樂園度假區

#### 迪士尼樂園
- 美國小鎮大街
  - Great Moments with Mr. Lincoln (on hiatus; return date unknown)
- 探險世界
  - Walt Disney's Enchanted Tiki Room
  - Indiana Jones Adventure: Temple of the Forbidden Eye
  - Jungle Cruise
- 新奧爾良廣場
  - 幽靈公館
  - 加勒比海盜
  - Club 33
- 邊域世界
  - Mark Twain Riverboat (since removed)
  - 巨雷山
  - Mine Train Through Nature's Wonderland (since removed)
- 動物天地
  - 飛濺山
  - Country Bear Jamboree (since removed)
- 幻想世界
  - 小小世界
  - Matterhorn Bobsleds
  - 愛麗絲夢遊仙境

（注意：幻想世界只有這三個遊樂設施包含人形木偶。其他幻想世界遊樂設施包含的是較為便宜的'moving mannequin' technique。）
- 米奇卡通城
  - 兔子羅傑卡通轉轉車
- 明日世界
  - Star Tours
  - 巴斯光年星際歷險
  - Finding Nemo Submarine Voyage
  - Submarine Voyage thru Liquid Space (since removed)
  - Innoventions
  - America Sings (since removed)
  - Flight to the Moon (since removed)
  - Mission to Mars(since removed)
  - Carousel of Progress (since moved to Walt Disney World's Magic Kingdom)
- 巡遊
  - 華特迪士尼夢想巡遊

#### 迪士尼加州冒險
- A Bug's Land
  - It's Tough to be a Bug!
- 荷里活制片廠
  - Jim Henson's Muppet*Vision 3D
  - 怪獸公司：大眼仔與毛毛的拯救！
  - 活生生恐龍（臨時步行木偶）
  - 布公仔流動實驗（臨時步行木偶）
- Paradise Pier
  - Toy Story Midway Mania!

### 東京迪士尼度假區

#### 東京迪士尼樂園
- 探險樂園
  - （西部沿河鐵路的一部分）
  - 叢林巡航
  - 提基神殿：史迪仔呈獻
  - 加納比海盜
- 西部樂園
  - 鄉村頑熊劇場
  - 豪華馬克吐溫號
  - 巨雷山
- 動物天地
  - 飛濺山
- 夢幻樂園
  - 灰姑娘城堡神秘之旅（已關閉）
  - 小飛俠天空之旅
  - 白雪公主冒險旅程
  - 米老鼠劇場
  - 小木偶奇遇記
  - 幽靈公館
  - 小小世界
  - 小熊維尼獵蜜記
  - 米奇幻想曲（2011年開幕）
- 卡通城
  - 兔子羅傑卡通轉轉車
- 明日樂園
  - 星際旅行
  - 巴斯光年的星際歷險
  - （已關閉）
  - （已關閉）
  - 怪獸電力公司「迷藏巡遊車」
- 巡遊
  - 歡騰！
  - 東京迪士尼樂園電子大遊行～夢之光

#### 東京迪士尼海洋
- 地中海港灣
  - 密西哥傳奇
- 失落河三角洲
  - 奪寶奇兵之水晶骷髏魔宮
- 阿拉伯海岸
  - 辛巴達傳奇之旅
  - 神燈劇場
- 美人魚礁湖
  - 美人魚礁湖劇場
- 神秘島
  - 地心探險之旅
  - 海底兩萬里

### 香港迪士尼樂園度假區

#### 香港迪士尼樂園
- 美國小鎮大街
  - 香港迪士尼樂園鐵路
  - 迪士尼樂園的故事（已關閉）
  - 大街詭異酒店（已關閉）
  - 哈囉阿古（已關閉）
- 探險世界
  - 獅子王慶典
  - 森林河流之旅
  - 泰山樹屋
- 幻想世界
  - 小小世界
  - 米奇幻想曲
  - 小熊維尼歷險之旅
- 明日世界
  - 巴斯光年星際歷險
- 迷離莊園
  - 迷離大宅
- 巡遊
  - 米奇水花巡遊
  - 夜光鬼魅巡遊
- 娛樂節目
  - 布公仔流動實驗